# Diether Kunerth
Diether Kunerth (* 10. August 1940 in Freiwaldau; † 11. Dezember 2024 in Ottobeuren) war ein deutscher bildender Künstler aus Ottobeuren im Unterallgäu.

## Leben
Diether Kunerth wurde 1940 in Freiwaldau im Reichsgau Sudetenland geboren. Er studierte von 1960 bis 1967 an der Akademie der Bildenden Künste in München und war Meisterschüler von Prof. Heinrich Kirchner. Er kehrte früh der Großstadt den Rücken, um in Ottobeuren zu arbeiten. Ohne die Vorgaben von großstädtischen Kunstbetrieben entstand ein vielfältiges und umfangreiches Werk. 
Überzeugt von seiner Bedeutung als Künstler, errichtete ihm die Marktgemeinde Ottobeuren, mit Fördergeldern des Freistaates Bayern und der EU, das Museum für zeitgenössische Kunst – Diether Kunerth für 4,7 Mio. Euro, das am 24. Mai 2014 eröffnete. In der Festansprache zur Eröffnung des Museums bezeichnete der Präsident des Münchner Akademie der Bildenden Künste, Dieter Rehm, seinen Freund als „Genie des Ortes“ und „Genie des Allgäus“.
Nach langer Krankheit starb er 84-jährig in Ottobeuren.

## Ausstellungen (Auswahl)
Einzelausstellungen

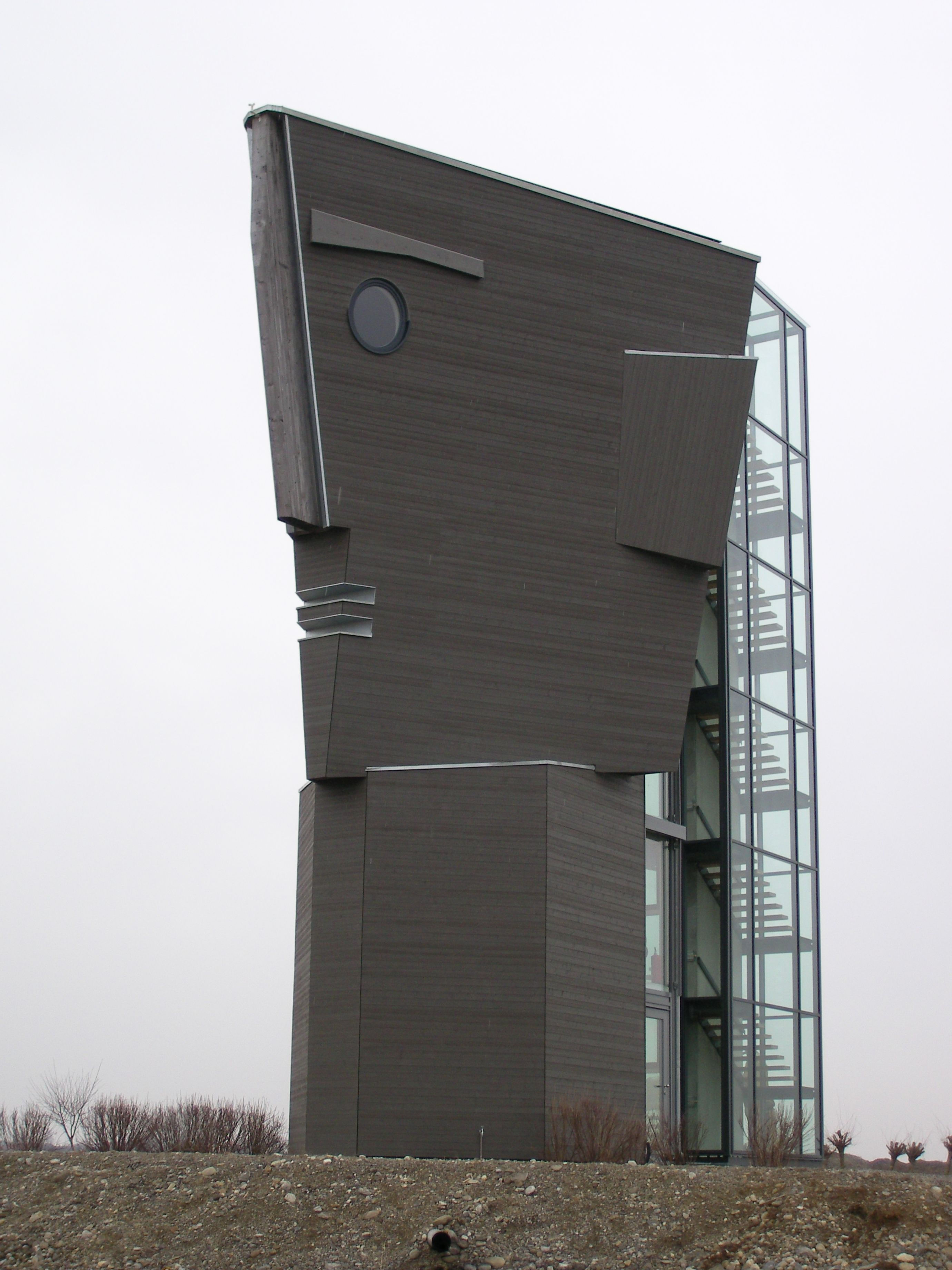
Der „Holzkopf“ von Diether Kunerth in Erkheim

- Galerie Gurlitt, München (1964, 1967)
- Landesmuseum Detmold (1977)
- Dobler Hau, Kaufbeuren (1977)
- Schaezler Palais, Augsburg (1978)
- Galerie Lüpfert, Hannover (1978, 1986)
- Städtische Galerie, Paderborn (1980, 1981)
- Städtische Galerie, Stade  (1981)
- Galerie von Braunbehrens, München  (1985)
- Galerie Neuendorf, Memmingen  (1986–2004)
- Brechthaus, Augsburg (1986)
- Galerie in der Finkenstraße, München (1987)
- Städtische Galerie, Bielefeld (1987)
- Universität, Bielefeld (1989)
- made Galerie, Thannhausen (1990)
- Galerie Tabula, Tübingen (1990)
- Städtische Galerie, Leutkirch (1990)
- EP-Galerie, Düsseldorf (1991, 1995–1997)
- Kreuzherrnsaal, Memmingen (1992)
- Haus des Gastes, Bad Grönenbach (1993, 1997)
- Kornhaus, Kirchheim/Teck (1994)
- Paris-Haus, Memmingen (1994)
- Theaterfoyer, Memmingen (1995)
- Johanniterhalle, Schwäbisch Hall (1997)
- Schloß Elbroich, Düsseldorf (1996)
- Art Cabinet, Nantucket, USA (1996, 1998)
- Toskanische Säulenhalle, Augsburg (1997)
- Marktplatz Ottobeuren (2002)
- St. Ulrich Basilika, Augsburg (2003)
- Basilika Ottobeuren (2003)
- Stadttheater Memmingen (2003)
- Museum für zeitgenössische Kunst – Diether Kunerth, Ottobeuren (2014–2015)

Gruppenausstellungen
- Museo Würth, La Rioja
- Museum Würth, Künzelsau
- Design Fair, New York
- Galerie Neuendorf, Memmingen
- Künstlerhaus Thurn und Taxis, Bregenz
- Echnaton Galerie, Kairo, Ägypten
- Galerie Yanagizawa, Tokio
- Galerie Marquit, Boston, USA
- Museo d’arte moderna e contemporanea Trento e Rovereto (MART), Arte Sella Documenta
- Galleria d’Arte Moderna e Contemporanea (GAMeC) di Bergamo, Accademia Carrara
- Art Miami, International Modern & Contemporary Art
- Nevin Kelly Gallery, Washington DC
- Design Fair, New York
- Dunap Galerie, Budapest, Ungarn
- Expo Hannover

## Anerkennungen
- 1970: Kunstpreis des Regierungsbezirks Schwaben
- 1978: Kulturpreis der Stadt Memmingen
- 1985: Großer Sieben-Schwaben-Preis Augsburg
- 1988: Bürgerpreis der Stadt Kempten (Dachser Preis)
- 2000: Strigelpreis der Stadt Memmingen
- 2016: Sudetendeutscher Kulturpreis für Bildende Kunst und Architektur
- 2022: Berufung zum ordentl. Mitglied der Sudetendeutschen Akademie der Wissenschaften und Künste

## Bekannte Werke
- 1996: Deutschlands größter Holzkopf, Erkheim